# エフゲニー・リロフ
- エフゲニー・リロフ
- エフゲニー・ルィロフ

エフゲニー・ミハイロヴィチ・リロフ（ルィロフとも、ロシア語: Евгений Михайлович Рылов、1996年9月23日 - ）はロシア連邦オレンブルク州ノヴォトロイツク出身の男子競泳選手。東京オリンピックの100m背泳ぎ・200m背泳ぎで2冠を達成した。

## 経歴
2015年世界水泳選手権では200m背泳ぎで銅メダルを獲得した。
2016年リオデジャネイロオリンピックでは200m背泳ぎで銅メダルを獲得した。
2017年世界水泳選手権では200m背泳ぎで金メダル、400mメドレーリレーで銅メダルを獲得した。
2019年世界水泳選手権では200m背泳ぎで金メダル、50m背泳ぎ・100m背泳ぎ・400mフリーリレーで銀メダル、400mメドレーリレーでは銅メダルの合計5個のメダルを獲得した。
2020年東京オリンピックでは100m背泳ぎ・200m背泳ぎで2冠を達成し、800mフリーリレーで銀メダルを獲得した。男子背泳ぎで2冠を獲得したのはローラント・マッテス、ジョン・ネーバー、リック・キャリー、レニー・クレーゼルバーグ、アーロン・ピアソル、ライアン・マーフィーに次いで7人目。
ロシアによるウクライナ侵略が続いていた2022年3月18日、リロフはモスクワで開催されたウラジーミル・プーチン大統領主催のクリミア併合8周年を記念するコンサートイベントに出席し、しかもその際にロシア軍の象徴となっている『Z』の文字を胸にあしらった上着を着ていたことで波紋が広がり、国際水泳連盟(FINA)は失望を表明し調査を開始。イギリスの水着メーカー大手・SPEEDOはリロフとの契約を解除し、未払い分の契約金については国連難民高等弁務官事務所(UNHCR)に寄附すると発表した。3月23日、リロフはロシア選手が国際大会から締め出されている現状に抗議するためとして、同年6月に開催が予定されている世界水泳選手権をボイコットすると表明した。4月21日、FINAは主催大会などへの出場資格を9ヶ月間停止するというFINA懲戒委員会の決定を認めた。出場資格停止は4月20日より発効し、2023年1月20日まで有効となる。